# Штефанспошинг
Штефанспошинг (нім. Stephansposching) — громада в Німеччині, знаходиться в землі Баварія. Підпорядковується адміністративному округу Нижня Баварія. Входить до складу району Деггендорф.
Площа — 44,67 км2. Населення становить 3118 ос. (станом на 31 грудня 2020).